# Журавлёв, Лаврентий Степанович
Лаврентий Степанович Журавлёв (10 августа 1905 — 25 января 1945). Герой Советского Союза посмертно. Командир пулемётного взвода 248-го стрелкового полка 31-я стрелковая дивизия 52-й армии 1-й Украинский фронт, гвардии лейтенант.

## Биография
Лаврентий Степанович Журавлёв родился в городе Майкоп, Кубанская область (ныне Республика Адыгея) в семье крестьянина. Русский. Член КПСС с 1940 года. Окончил 5 классов. Работал мастером мебельной фабрики. В армии с 27 июня 1941 года. В Великой Отечественной войне с 15 декабря 1941 года. В 1944 году окончил курсы младших лейтенантов. Служил политруком миномётной батареи, командиром пулемётного взвода (Юго-Западный фронт, 2-й Украинский фронт, 1-й Украинский фронт).

## Подвиг
Командир пулемётного взвода 248-го стрелкового полка 31-й стрелковой дивизии 52-я армия Украинского фронта, гвардии лейтенант Журавлёв, Лаврентий Степанович, поддерживая действия роты, первым во главе взвода в ночь на 25.01.1945 преодолел Одер, способствовал захвату плацдарма. Следуя в боевых порядках роты, в тот же день первым ворвался в населённый пункт Трешен (юго-восточнее города Вроцлав, Польша).
В этом бою погиб. Похоронен в селе Каменец-Вроцлавски (Польша).
Звание Герой Советского Союза присвоено 10.4.1945 посмертно.

## Награды
- Медаль «Золотая Звезда»;
- орден Ленина;
- орден Отечественной войны II степени.

## Память

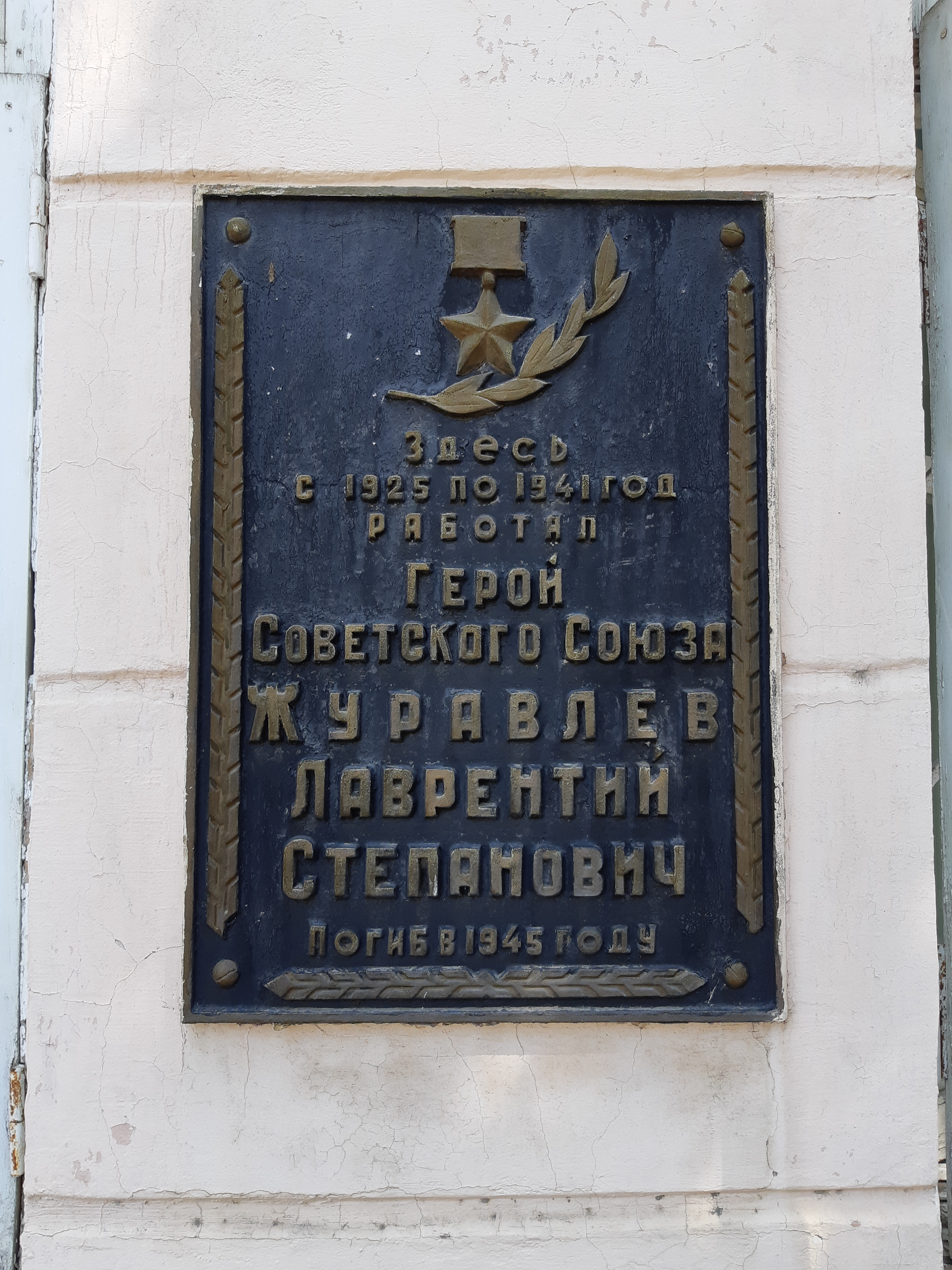
Мемориальная доска на здании, где работал Журавлёв Л. С. ул. Калинина 210
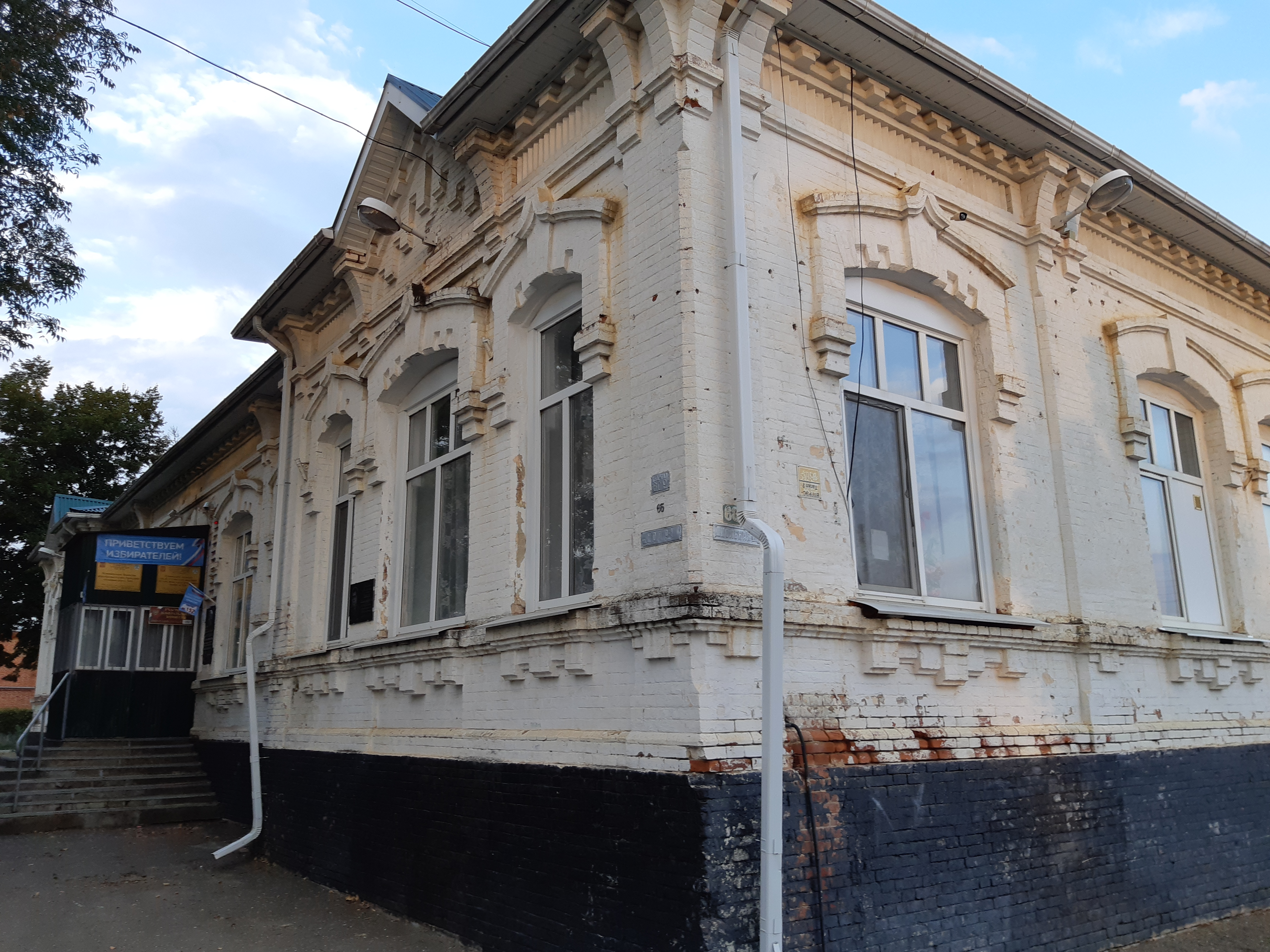
Здание, где учились герои Советского союза Л.С. Журавлев и Н.В. Кутенко: улица Мопра, 65,  Майкоп, Адыгея
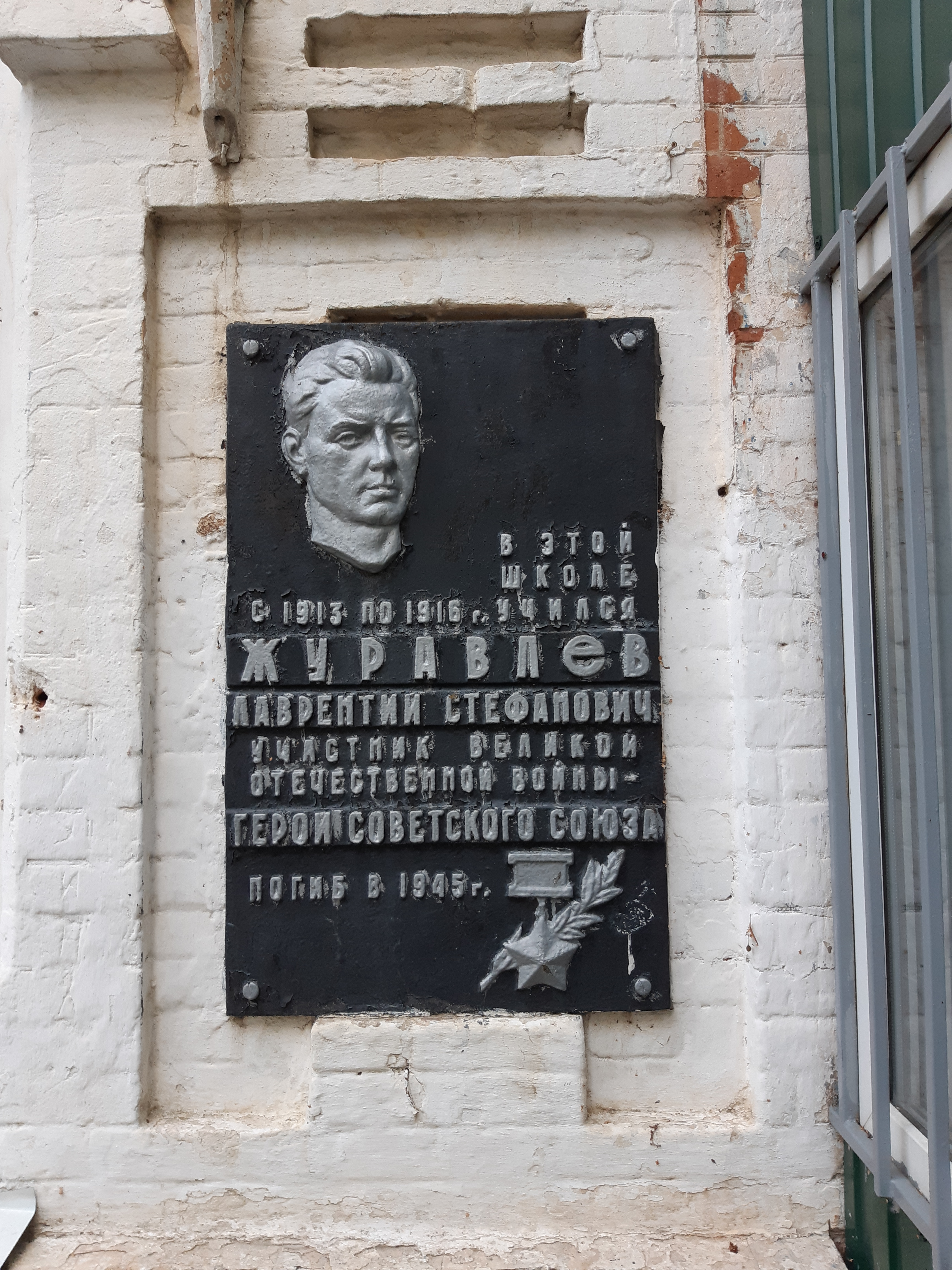
Мемориальная доска Журавлёву на здании СОШ № 20
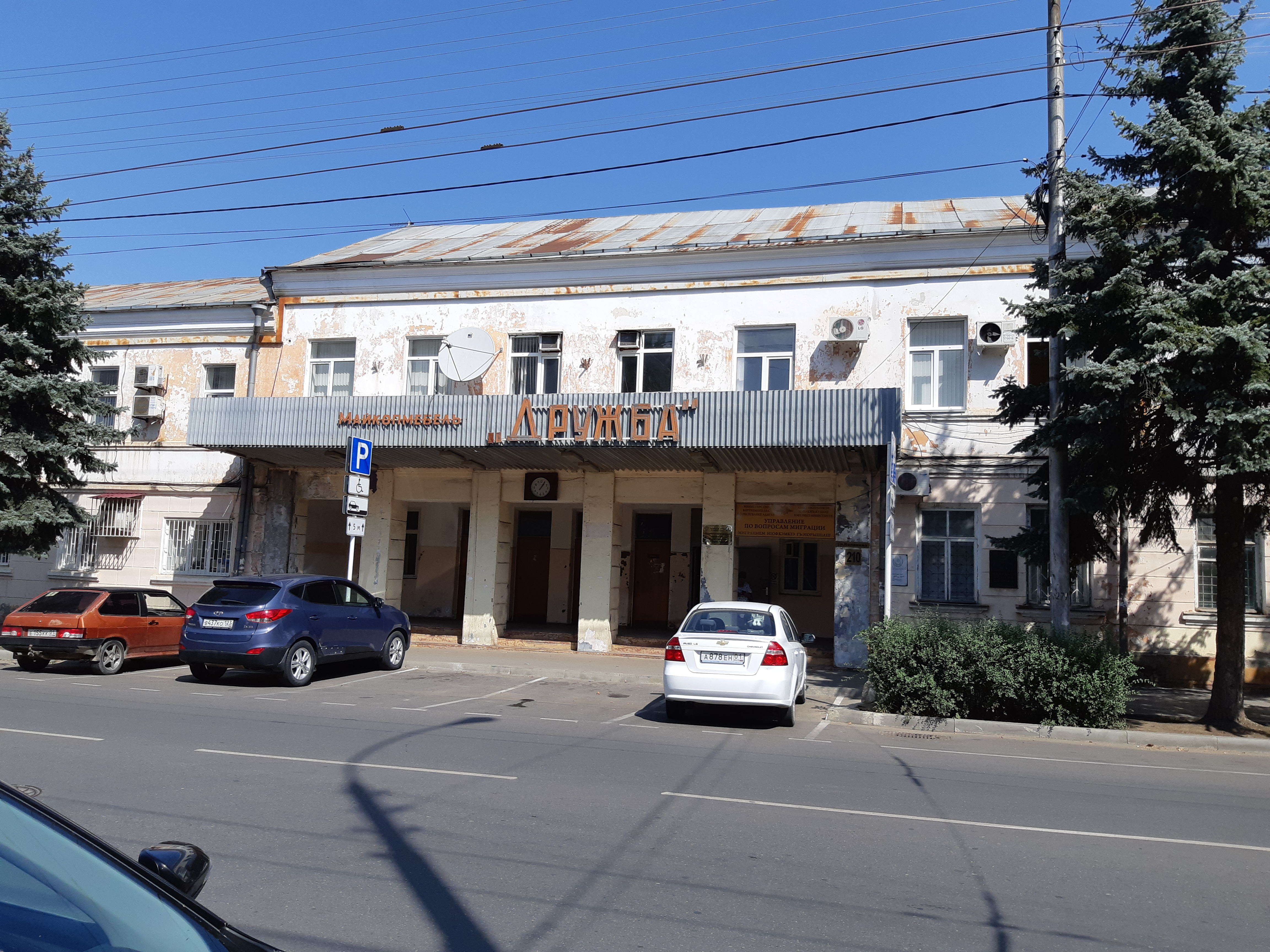
Здание, где работал Журавлёв Л. С. ул. Калинина 210

- Имя Героя высечено золотыми буквами в зале Славы Центрального музея Великой Отечественной войны в Парке Победы города Москвы.
- В Майкопе именем Героя назван переулок
- В Майкопе именем Героя названа 20-я средняя школа, где он учился.
- На здании мебельного деревообрабатывающего объединения «Дружба» установлена мемориальная доска.
- Зачислен в списки коллектива этого предприятия.